# Hermannskogel
Hermannskogel (nemška izgovarjava: [ˈhɛʁmansˌkoːɡl̩] ()) je hrib v Döblingu, 19. okrožju Dunaja. S 542 metri nadmorske višine je najvišja naravna točka Dunaja. Leži na meji s Spodnjo Avstrijo.
Habsburgwarte, ki stoji na vrhu Hermannskogela, je označeval ničti kilometer v kartografskih meritvah, ki so se uporabljale v Avstro-Ogrski do leta 1918.

## Geografija
Hermannskogel je gozdnat greben v Wienerwaldu. Je najvišja točka v Kahlengebirgeju in v mestu Dunaj. Hermannskogel je del severovzhodne verige vznožja, ki pripada vzhodnim Alpam. Sestavljen je iz fliša, ki vsebuje kvarc, apnenec, lapor in druge konglomerate. Številne pečini podobne plasti pri dostopu iz jugozahodne smeri do Hermannskogela jasno kažejo geološko sestavo hriba.
Kahlenberg in Leopoldsberg, za katerima leži Wiener Pforte, kjer se Donava prebija skozi Wienerwald, sta tri kilometre vzhodno od Hermannskogela. V bližini stoji Vogelsangberg in Dreimarkstein (jugozahodno).

## Zgodovina
Prvo dokumentirano omembo Hermannskogela je mogoče najti v Klosterneuburgjevem samostanskemu registru desetine. Izvira iz leta 1355 in imenuje hrib hermannschobel. Ime je sestavljeno iz osebnega imena Hermann, ki je bilo pogosto v srednjem veku, in Kobel (ki se drugje pojavlja kot Kogel), običajne oznake za stožčaste hribe.
V srednjem veku je bil Hermannskogel pokrit z vinogradi. Na pobočju hriba, v kotanji med Sieveringom in Weidlingom, je verjetno nekdanja vas Kogelbrunn, ki je živela od vinogradništva in je prvič omenjena v listini iz leta 1237 kot chogelbrunne. Leta 1256 je Albero von Feldsberg vas podelil samostanu Klosterneuburg. Leta 1346 je bilo še naseljeno, a je bilo konec 15. stoletja porušeno, verjetno žrtev madžarskih vpadov. Propad vasi je pomenil tudi konec vinogradov in Hermannskogel so povrnili gozdovi.
Leta 1683 se je tukaj utaborila vojska za pomoč, ki je bila poklicana iz kraljevine Saške in drugih delov imperija, ki je odpravila drugo obleganje Dunaja.
V 19. stoletju je bilo več prošenj samostana Klosterneuburg za postavitev stražnega stolpa na Hermannskogel zavrnjenih. 27 metrov visok Habsburgwarte (od leta 1938 do 1974 znana kot Hermannskogelwarte) je bil prvič zgrajen leta 1888 in odprt leto kasneje.

## Kilometer nič
Habsburški stolp, ki stoji na vrhu Hermannskogela, je bil ustanovljen kot ničti kilometer kartografskih meritev v Avstro-Ogrski v začetku 19. stoletja. V dvajsetih letih prejšnjega stoletja pa je Avstrija sprejela Gauss-Krügerjev koordinatni sistem. Nato je imel Hermannskogel enako funkcijo kot trigonometrična referenčna točka - kot točka Rauenberg na Marienhöhe v Berlinu. Prehod na evropski teritorialni referenčni sistem iz leta 1989 bo kmalu izveden.